# Etapes de desenvolupament infantil
Les etapes de desenvolupament infantil són les fites teòriques del desenvolupament infantil, algunes de les quals s'afirmen en les teories del nativisme. Aquest article analitza les etapes de desenvolupament més acceptades en els infants. Hi ha una gran variació pel que fa al que es considera "normal", causada per variacions en factors genètics, cognitius, físics, familiars, culturals, nutricionals, educatius i ambientals. Molts assoleixen algunes o la majoria d'aquestes fites en moments diferents de la norma.
El desenvolupament holístic veu el nen com una persona sencera: física, emocional, intel·lectual, social, moral, cultural i espiritual. Aprendre sobre el desenvolupament infantil implica estudiar els patrons de creixement i desenvolupament, a partir dels quals s'interpreten les directrius per al desenvolupament "normal". Les normes de desenvolupament de vegades s'anomenen fites: defineixen el patró de desenvolupament reconegut que s'espera que segueixin els nens. Cada nen es desenvolupa d'una manera única; tanmateix, l'ús de normes ajuda a entendre aquests patrons generals de desenvolupament alhora que reconeix l'àmplia variació entre individus.
Una manera d'identificar els trastorns generalitzats del desenvolupament és si els nadons no aconsegueixen les fites del desenvolupament a temps o en absolut.

## Taula de fites
| Edat          | Motor | Discurs | Visió i oïda | Social |
| ------------- | --- | --- | --- | --- |
| 1–1,5 mesos   | Quan es manté dret, manté el cap dret i ferm. | Emet sorolls i balbuceja als pares i a la gent que coneixen. | Se centra en els pares. | - Li encanta mirar cares noves. - Comença a somriure als pares. - Sorpresa pels sorolls sobtats. - Reconeixement d'individus coneguts.                                                |
| 1,6–2 mesos   | Quan està panxa avall, es repenja sobre els braços per aixecar-se; pot girar-se cap als costats quan està d'esquena. | - Vocalitza. - Fa sorolls de vocals o balbuceja. | Se centra tant en els objectes com en els adults. | - Li encanta mirar cares noves. - Somriu als pares. - Comença a somriure. |
| 2,1–2,5 mesos | - Es pot girar cap als costats quan està panxa avall. - Reposa sobre els colzes, aixeca el cap 90 graus. - S'asseu recolzat amb les mans, el cap ferm durant una estona. | - Pot variar les vocalitzacions quan parla, "eee-ahhh". - Fa vocalitzacions per interactuar amb els altres. - Fa bombolletes amb la boca, juga amb la llengua. - Riures profunds del ventre.                | - Observació de la mà: la segueix amb els ulls. - Visió del color semblant a l'adult. | Serveix per practicar les habilitats visuals emergents. També s'observa en nens cecs.                                                                                                 |
| 3 mesos       | - Cap per avall: cap aixecat durant períodes prolongats. - Ja no té el reflex de prensió. | Fa sorolls vocàlics. | - Segueix objectes que pengen oscil·lant d'un costat a l'altre. - Gira el cap cap a on ha sortit un so. Segueix la mirada dels adults (atenció compartida). - Apareix sensibilitat als estímuls binoculars.                                            | - Fa petits crits quan alguna cosa li agrada. - Discrimina el somriure. Somriu sovint. - Riu de coses senzilles. - Intenta agafar els objectes.                                       |
| 5 mesos       | - Manté el cap ferm. - Va a buscar objectes i els agafa. - Porta objectes a la boca. | Li agrada fer vocalitzacions. | - Capaç d'arribar a objectes penjats i agafar-los. - Comença a distingir els colors. | - Ajusta la forma de la mà a la forma de la joguina abans d'agafar-la. |
| 6 mesos       | - Transfereix objectes d'una mà a l'altra. - S'aixeca per seure i s'asseu dret amb suports. - Es gira de panxa avall a panxa amunt. - Reflex palmar i coordinació ocular en transferir un objecte d'una mà a l'altra. | - Ja pot dir sons de doble síl·laba com ara "mama" i "papa". - Balbuceja combinacions consonants-vocals. | - Localitza els sons laterals a 45 cm de qualsevol de les orelles. - Agudesa visual semblant a l'adult (20/20). - Apareix la sensibilitat a les indicacions en imatges de la profunditat (les que fan servir els artistes per indicar la profunditat). | Pot mostrar ansietat davant d'estranys. |
| 9–10 mesos    | - Es balanceja i gateja. - Seu sense suport. - Agafa objectes fent pinça amb els dits. | Balbuceja amb melodia. | Busca joguines caigudes. | Aprehensió pels desconeguts. |
| 1 any         | - S'aguanta dret agafant-se als mobles. - Es manté dret durant un o dos segons, després acaba caient de cop. | Balbuceja 2 o 3 paraules repetidament. | Deixa caure o llença joguines i mira on van a parar. | - Coopera amb vestir-se. - S'acomiada amb les mans. - Comprèn ordres senzilles. |
| 18 mesos      | - Pot caminar sol. - Agafa una joguina sense caure. - Puja/baixa escales agafant-se a la barana. - Comença a fer saltets amb els dos peus. - Pot construir una torre de 3 o 4 cubs i llançar una bola. - La posició d'agafament panxa enlaire sol ser vista com la primera posició d'agafament utilitzada.                                                | "Argot": Moltes paraules intel·ligibles. | És capaç de reconèixer les seves cançons preferides i intentar unir-s'hi. | - Demana l'atenció dels seus pares constantment. - Beu d'una tassa amb les dues mans. - S'alimenta amb una cullera.                                                                   |
| 2 anys        | - Capaç de córrer. - Puja i baixa escales fent servir dues passes per esglaó. - Construeix una torre de 6 cubs. | - Uneix 2–3 paraules en una frase. - Capaç de repetir les paraules que escolten. - Construeix el seu vocabulari a poc a poc.                                                                                | - Capaç de reconèixer paraules. | - Joc paral·lel. - Control de la bufeta durant el dia. |
| 3 anys        | - Puja les escales recolzant un peu per a cada esglaó i les baixa amb dos peus per esglaó. - Pot copiar un cercle, imita els moviments de les mans i dibuixa una persona si se li demana. - Construeix una torre de 9 cubs. - Desenvolupa el mètode d'agafament panxa enlaire.                                                                            | - Fa preguntes constantment. - Parla en frases. | | - Joc cooperatiu. - Es despulla amb ajuda. - Companys imaginaris. |
| 4 anys        | - Puja i baixa escales fent servir només un peu per esglaó. - Encara no s'ha aconseguit la capacitat postural necessària per controlar l'equilibri en la marxa. - Pot fer saltets sobre una cama. - Imita la forma d'una porta amb cubs. - Copia una creu. - Entre els 4 i els 6 anys, es desenvolupa el fet d'agafar amb tres dits i es fa més eficient. | - És quan fa més preguntes. - Sovint substitueix una paraula per una altra més infantil durant la parla. | | - Vesteix i es despulla amb assistència. - Atén les necessitats pròpies del vàter. |
| 5 anys        | - Fa salts amb els dos peus. - Comença a ser capaç de controlar l'equilibri no assolit als 3-4 anys. - Comença a ser capaç de controlar les forces gravitatòries en caminar. - En un paper, dibuixa un figura de pal i copia una piràmide de base hexagonal. - Diu l'edat que té.                                                                         | Parla fluidament amb poques substitucions infantils quan parla. | | Es vesteix i es despulla sol. |
| 6 anys        | - A aquesta edat, fins als 7 anys, el patró d'activació muscular de l'adult en caminar està complet. - Controla el cap i la coordinació del tronc mentre camina, com a mínim a 8 anys. - Existeix transferència d'energia mecànica. - Copia un rombe. - Distingeix la dreta de l'esquerra i el nombre de dits.                                            | Parla fluidament. | | |
| 7 anys        | - La coordinació ull-mà està ben desenvolupada. - Té un bon equilibri. - Pot executar moviments gimnàstics senzills, com ara tombarelles. | - Utilitza un vocabulari de diversos milers de paraules. - Demostra una atenció més llarga, seriosa i lògica. - Capaç d'entendre els raonaments i prendre les decisions correctes.                          | - Depèn de la salut del nen. | - Desitja la perfecció i és bastant autocrític. - Es preocupa més, pot tenir poca confiança en si mateix. - Acostuma a queixar-se, té reaccions emocionals fortes.                    |
| 8 anys        | - Pot lligar-se els cordons de les sabates. - Pot dibuixar una forma de rombe. - Esdevé cada cop més hàbil en les aficions, els esports i el joc actiu. | - Te un discurs ben desenvolupat i utilitza la gramàtica correcta la major part del temps. - S'interessa per llegir llibres. - Encara està treballant l'ortografia i la gramàtica en el seu treball escrit. | - Depèn de la salut del nen. | - Mostra més independència dels pares i de la família. - Comença a pensar en el futur. - Entén més sobre el seu lloc al món. Presta més atenció a les amistats i al treball en equip. |